# 科沙瓦島
科沙瓦島（英語：Koshava Island）是南極洲的島嶼，屬於澤德群島的一部分，位於利文斯頓島以北，長0.34公里、寬0.22公里，島上無人居住，該島嶼受南極條約管治。

## 外部連結

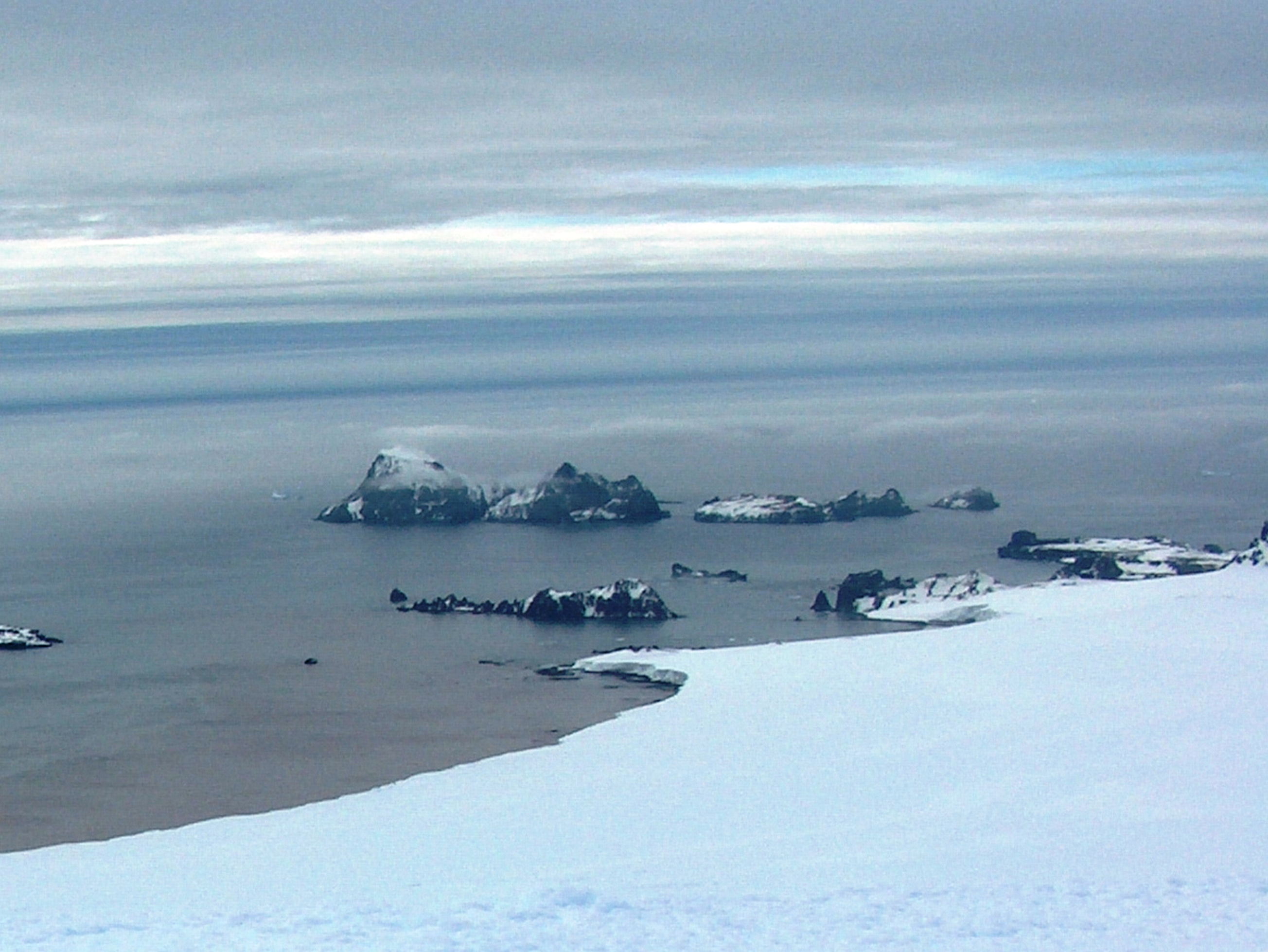

- Koshava Island. （页面存档备份，存于）

62°25′59″S 60°08′11″W / 62.43306°S 60.13639°W